# 잔루카 비알리
잔루카 비알리 OMRI 사령관장(이탈리아어: Gianluca Vialli; 1964년 7월 9일 ~ 2023년 1월 6일)는 이탈리아의 축구 선수, 감독, 해설가이다. 1980년에 US 크레모네세에서 프로 선수 생활을 시작했으며 이후 UC 삼프도리아, 유벤투스 FC. 첼시 FC에서 활약했다. 
국제 대회에 이탈리아 국가대표로 참가했으며, 월드컵에 2회 출전하여 자국에서 개최된 1990년 월드컵에서 3위에 올랐다. 그는 프로 클럽에서 259골, A매치에서 16골, 청소년 국제 경기에서 11골을 기록하여 총 286골을 기록했다. 이 기록은 역대 이탈리아 축구 선수 중 10번째로 높은 득점 기록이다.

## 지도자 경력
보드진과의 갈등으로 팀을 떠난 뤼트 휠릿의 후임으로 첼시 FC 감독으로 선임되었다. 첼시 FC를 이끌면서 1998년 리그컵과 UEFA 컵위너스컵, 2000년 FA컵에서 우승을 거두었다. 특히 UEFA 챔피언스리그 8강 1차전에서 FC 바르셀로나를 3-1로, 프리미어리그에서 맨체스터 유나이티드를 5-0으로 물리치기도 하였다. 그러나 챔피언스리그 8강 2차전에서는 5-1로 패하며 8강에서 탈락하였고, 프리미어리그 순위 또한 5위에 그쳤다.

## 기타 경력
2012년 스카이 스포츠 이탈리아의 해설가로 활동하였다.

## 수상 내역

### 선수
삼프도리아
- 세리에 A: 1990–91
- 코파 이탈리아: 1984–85, 1987–88, 1988–89
- 수페르코파 이탈리아나: 1991
- UEFA 컵위너스컵: 1989–90

유벤투스
- 세리에 A: 1994–95
- 코파 이탈리아: 1994–95
- 수페르코파 이탈리아나: 1995
- UEFA 챔피언스리그: 1995–96
- UEFA컵: 1992–93

첼시
- FA컵: 1996–97
- 리그컵: 1997–98
- UEFA 컵위너스컵: 1997–98

개인상
- UEFA U-21 축구 선수권 대회 득점왕: 1986 (4골)[2]
- UEFA 유럽 축구 선수권 대회 올해의 팀: 1988[3]
- UEFA 컵위너스컵 득점왕: 1989–90 (7골)[4]
- 코파 이탈리아 득점왕: 1988–89 (13골)[5]
- 세리에 A 득점왕: 1990–91 (19골)[6]
- 월드 사커 올해의 축구 선수상: 1995[7]
- 이탈리아 축구 명예의 전당: 2015[8]
- 프레미오 인테르나치오날레 자친토 파케티: 2018[9]

### 감독
첼시
- FA컵: 1999–2000
- 리그컵: 1997–98
- FA 채리티 실드: 2000
- UEFA 컵위너스컵: 1997–98
- UEFA 슈퍼컵: 1998

### 수훈
-  이탈리아 공화국 공로장 5등급 / 기사장: 1991

-  이탈리아 공화국 공로장 3등급 / 사령관장: 2021